# Opérateur de Transport de Wallonie
El Operador de Transporte de Valonia (en francés y oficialmente, Opérateur de Transport de Wallonie) es la empresa pública que gestiona los transportes en la Región Valona. Proviene de la antigua SRWT (Société Régionale Walonne du Transport, "Compañía Regional Valona de Transporte"), así como de la fusión de las antiguas 5 empresas de Transports en Commun (Brabant, Charleroi, Hainaut, Liège y Namur).
Opera las redes de autobuses de toda la región, siendo en total 777 las líneas actuales. Posee en total 2404 autobuses, que se esparcen por media Bélgica. Además, opera el Metro de Charleroi y el futuro Tranvía de Lieja.

## Historia
La empresa Société Régionale Walonne du Transport se fundó en 1991, tras la federalización del estado belga, por la que desaparecían el resto de compañías, a excepción de la SNCB. Asimismo, se crearon otras cinco empresas dentro de Transports en Commun (TEC), TEC Brabant, TEC Charleroi, TEC Hainaut, TEC Liège-Verviers y TEC Namur-Luxembourg.
El 1 de enero de 2019, la empresa cambió de nombre, a OTW (Opérateur de Transport de Wallonie, Operador de Transporte de Valonia), siguiendo el decreto del 28 de marzo de 2018, emitido por el Parlamento Valón. Además, todos los TEC's de Valonia fueron absorbidos por OTW. Para dividir mejor el sistema, OTW se dividió después en directions, direcciones, correspondiendo a cada TEC una direction.

## Misión
El decreto por el que se constituye el OTW define su misión de la siguiente manera:
1. en la Región Valona, estudiará, concibirá, promocionará y coordinará los servicios de transporte público para las personas
2. propondrá al Gobierno de Valonia fijar
- las estructuras tarifarias aplicables al transporte público para las personas
- las reglas de repartición de los subsidios regionales para las direcciones territoriales

3. definirá, en nombre del Gobierno, la política comercial
4. realizará el programa de inversiones designado por el gobierno en infraestructuras
5. coordinar la acción de las direcciones territoriales, en cuanto a:
- pedidos y compras de autobuses, tranvías, trenes y demás equipamientos
- favorecer la creación de servicios comunes de las direcciones territoriales
- armonización de las políticas de las direcciones territoriales en cuanto a relaciones de trabajo individuales o colectivas
- solucionar conflictos entre direcciones territoriales

6. coordinará con la SNCB u otros organismos nacionales o internacionales de transporte público
7. cumplirá toda misión de interés general que le confiase el Gobierno

## Red
La red se divide según los medios de transporte:
- metro: Metro de Charleroi
- tranvía: Tranvía de Lieja (en 2022)
- autobús:
  - Redes urbanas: Arlon, Charleroi, Dinant, La Louvière, Lieja, Mons, Mouscron, Namur, Tournai y Verviers
  - Redes periurbanas

La red urbana de la ciudad de Lieja representa el 30% de los viajes totales operados por OTW.

## Tarificación
El medio más común de pago en la red se basa en tecnología sin contacto, bajo la denominación « TEC It Easy ». Además, junto con los otros operadores de transporte de Bélgica, acepta igualmente la tarjeta « MoBIB ».